# Prostheceraeus vittatus
Prostheceraeus vittatus är en plattmaskart som först beskrevs av Montagu 1815. Prostheceraeus vittatus ingår i släktet Prostheceraeus, och familjen Euryleptidae. Arten är reproducerande i Sverige.